# Diasporus hylaeformis
Diasporus hylaeformis es una especie de anfibio de la familia Hylidae. Habita en Costa Rica y el oeste de Panamá. Su rango altitudinal oscila entre 1500 y 2500 m s. n. m..